# 861 (číslo)
Osm set šedesát jedna je přirozené číslo, které následuje po čísle osm set šedesát a předchází číslu osm set šedesát dva. Římskými číslicemi se zapisuje DCCCLXI.

## Matematika
861 je:
- Deficientní číslo
- Nešťastné číslo
- Trojúhelníkové a šestiúhelníkové číslo

## Astronomie
- (861) Aïda je planetka hlavního pásu, kterou objevil v roce 1917 Max Wolf

## Roky
- 861
- 861 př. n. l.